# A Ciambra
A Ciambra é um filme de drama ítalo-brasilo-franco-sueco-estadunidense de 2017 dirigido e escrito por Jonas Carpignano. Foi selecionado como representante de seu país ao Oscar de melhor filme estrangeiro em 2018.

## Elenco
- Pio Amato - Pio Amato
- Koudous Seihon
- Damiano Amato - Cosimo